# Cratere Kiladze
Kiladze è un cratere sulla superficie di Plutone.